# Hipermnesia
La hipermnesia es el fenómeno consistente en el incremento en el recuerdo neto, número total de estímulos que recuerda una persona en una determinada ocasión, ya sea en intentos sucesivos o entre grupos experimentales. Estos incrementos se darían tras un solo ensayo de aprendizaje y de forma gradual. Para poder hablar de este fenómeno los incrementos han de ser significativos estadísticamente. Se considera propiamente como una instancia de incrementos en la memoria, concretamente en el recuerdo neto.
Se produce cuando en una prueba el rendimiento es mejor que el alcanzado en otra anterior, sin que haya habido una nueva adquisición o repaso. Por ello en la primera habrá elementos que no aparezcan en la segunda y otros que solo aparezcan en la segunda.
Este fenómeno supone que elementos inicialmente olvidados por el cerebro podrían ser recuperados espontáneamente. La repercusión de este hecho en el estudio de la memoria es ampliamente relevante, dándose hipermnesia tanto en recuerdo como en reconocimiento.

## Introducción
El término hipermnesia fue introducido por Mathew Erdelyi, el cual demostró que, a través de ensayos repetidos, podía invertirse la curva del olvido propuesta por Ebbinghaus, que proponía un mayor recuerdo para los ítems más recientes. 
Erdelyi trató de probar si los efectos de la hipermnesia eran reales. En los estudios llevados a cabo por Erdelyi y Becker, y Saphiro y Erdelyi (1974), se demostró que el fenómeno de hipermnesia efectivamente se daba en los participantes experimentales. Además, en otro estudio llevado a cabo por Roeiger y Edge Payne (1982), se demostró la presencia del fenómeno para dibujos en un diseño de test repetidos aplicado a los participantes. 

## Hipermnesia para imágenes visuales vs. Hipermnesia para palabras
Se han llevado a cabo estudios con el fin de probar si el fenómeno de la hipermnesia se da tan solo para imágenes visuales, o si también ocurre con el procesamiento de palabras. 
Yarmey (1976) encontró diferencias en cuanto a la presencia del fenómeno: la recuperación de imágenes en los participantes experimentales se incrementó a lo largo del tiempo, pero la recuperación de palabras se mantuvo constante ensayo tras ensayo, sin producirse mejoras significativas. Por otro lado, otras investigaciones sí que han encontrado hipermnesia para listas de palabras. En una revisión de la literatura sobre el tema, Payne (1987) encontró estudios que, utilizando estímulos visuales, el 96% de los participantes mostró hipermnesia, mientras que menos del 50% mostró este fenómeno con listas de palabras. Concluyó que la forma en que el sujeto codifica los inputs verbales determina el grado de hipermnesia que presentará a través de los ensayos.

## Hipermnesia en casos de vigilia e hipnosis
La hipermnesia se ha investigado como un fenómeno fuertemente asociado a la hipnosis. Esta mejora de la recuperación sin reaprendizaje puede producirse a través de un estado hipnótico, la denominada “hipermnesia hipnótica”. Otros factores que entran en juego para que se de este fenómeno son el material de estímulo, el tipo de codificación empleado, el significado que el material tenga para el sujeto, el tipo de tareas que el sujeto lleve a cabo entre las pruebas de recuerdo, el tiempo que transcurre entre las pruebas, etcétera. 
En los primeros estudios sobre hipermnesia e hipnosis se consideraba importante el material inconsciente. Potzl (1917) afirmó que se puede recuperar material inconsciente estando en un estado de consciencia. 
Erdelyi (1967) realizó una investigación con láminas como estímulos y posterior reconstrucción, en la que demostró que la información recogida en estado de hipnosis era mayor que la recogida en estado de prehipnosis. Otros experimentos relacionados con asociación de palabras o recuperación de ideas de un texto han confirmado la existencia de hipermnesia e hipnosis. 
Por su parte, Reisner (1994) demostró que se recuperaba información de una forma más eficiente a través de la hipnosis. 
Han surgido críticas a esta postura, ya que se ha afirmado por un número elevado de autores que no existe relación entre hipermnesia e hipnosis, llegando a afirmar incluso que la hipnosis no fomenta la aparición de hipermnesia. Todo esto sigue en debate en la actualidad, existiendo razones de peso para ambos bandos, por lo que la investigación sigue en curso.
Reminiscencia e hipermnesia 
La hipermnesia es un fenómeno menos frecuente que la reminiscencia. Esto se debe a que siempre que haya hipermnesia habrá reminiscencia, pero puede darse reminiscencia solamente.
La reminiscencia es descrita por el recuerdo acumulativo, es decir, se recuperan de forma total los diferentes estímulos que vamos memorizando. Conforme pasan los ensayos de recuperación, lo que uno es capaz de recordar en cada ensayo no tiene por qué coincidir con lo que se recuperó en el ensayo anterior, aún a igualdad de ítems recordados. Así, en cada ensayo pueden aparecer elementos nuevos (esto es a lo que llamamos reminiscencia) así como omitirse elementos antes presentes. La reminiscencia representa entonces variabilidad en el muestreo de la información a lo largo de ensayos sucesivos. Alude de esta forma tanto a la memoria episódica como a la memoria semántica.
La diferencia entre reminiscencia e hipermnesia radica en que la hipermnesia necesariamente implica al aumento en el número de conceptos a los que se accede acosta de un decremento en el número de conceptos olvidados. Así, la reminiscencia apela a un recuerdo diferencial a lo largo de varios ensayos de recuperación, mientras que la hipermnesia se refiere ala mejora del recuerdo a lo largo de los mismos. Es por esto por lo que decimos que el fenómeno de hipermnesia también implica el de reminiscencia.
El estudio de la reminiscencia utiliza paradigmas de ensayos múltiples de recuperación, dando lugar a mayor reminiscencia cuanto mayor sea el intervalo entre ensayos. Es un proceso "negativamente acelerado", ya que es rápido al principio y decrece al final.
Como resultados destacan que se recuerdan más palabras concretas que abstractas, más estímulos pictóricos que palabras y más estímulos frecuentes para el sujeto que infrecuentes.
Las mismas variables de la [reminiscencia] son manipuladas para producir hipermnesia.

## Hipermnesia y esquizofrenia
Se cree que la principal anormalidad psicológica que presentan algunos pacientes esquizofrénicos se debe a su incapacidad de olvidar debido a que tienen recuerdos vívidos de forma anormal e intensos.
Puede existir una relación entre esta incapacidad y los estados esquizofrénicos agudos, ya que podría volverse en contra del paciente el hecho de que realice fuertes asociaciones ilógicas producto de una sobrecarga de recuerdos dolorosos y una acumulación de estos que en una persona normal podrían ser fácilmente olvidados, dando como resultado diferentes efectos de este trastorno como puede ser el lenguaje incoherente.
Se ha propuesto que el uso de la clorpromazina, un compuesto que ejerce efectos terapéuticos en pacientes esquizofrénicos, contribuye a la disminución del efecto de la hipermnesia provocando una consolidación de la memoria ya que acelera la extinción de respuestas condicionadas y su consiguiente atenuación tanto de los estímulos internos o externos que ocasionan la ocurrencia o no ocurrencia de las respuestas.
Anteriormente mencionamos que una de las causas de los síntomas esquizofrénicos es la dificultad de olvidar, entonces, podríamos pensar que una lesión cerebral puede mejorar los síntomas en algunos casos. Para corroborar esta idea Scoville y Milner produjeron un déficit en la memoria a corto plazo de algunos pacientes psiquiátricos concluyendo que los pacientes esquizofrénicos que presentaban un déficit en la memoria mostraban una mejoría después de la intervención.
Puede que nos sea complicado detectar hipermnesia en pacientes esquizofrénicos, ya que el rendimiento general puede verse afectado por culpa del síndrome en sí, aunque existe sin embargo una predicción aunque algo mal conectada a la hipótesis inicial (en la cual se sostiene por un lado que los esquizofrénicos no son capaces de olvidar normalmente como consecuencia de una incapacidad general para excluir estímulos externos e internos de la conciencia y por otro que tuvieran recuerdos inusualmente vívidos) de que es posible que los recuerdos sean más intensos en algunos pacientes esquizofrénicos y por tanto, no olvidados.

## Hipermnesia y memoria episódica
Un experimento realizado por Víctor Manuel Solís Macías en la Universidad de México explora la hipermnesia utilizando un paradigma experimental de pares asociados (PAS). 
56 participantes, divididos en dos grupos de 28 participantes cada uno, estudiaron 20 PAS. Cada grupo aprendió PAS siguiendo una estrategia de codificación diferente: repetición o formación de imágenes mentales. El recuerdo de PAS se probó en dos ensayos. Los resultados más relevantes son: 
1. Se observó hipermnesia; el recuerdo neto se incrementó de manera significativa entre ensayos en términos estadísticos. 
2. El nivel de recuerdo fue mayor para el grupo de imágenes que para el de repetición. 
3. El nivel de hipermnesia también fue mayor para el grupo de imágenes. 
Interpretamos estos resultados desde la perspectiva de la hipótesis de vías alternativas de recuperación (ARP). Esta predice hipermnesia en condiciones donde se habiliten vías alternativas para recuperar la información, y la codificación de PAS mediante repetición e imágenes posibilitó tal efecto. Asimismo, ARP explica la mayor magnitud de los niveles de recuerdo neto en cada ensayo, así como el mayor desarrollo de hipermnesia para el grupo de imágenes, en virtud de habilitar más vías alternativas de acceso a la información que la repetición. 
Los resultados muestran por primera vez el fenómeno hipermnésico empleando PAS, un paradigma de gran validez ecológica, así como dos niveles de recuperación e hipermnesia diferentes como resultado de las manipulaciones experimentales realizadas.

## Hipermnesia y TEPT
El trastorno por estrés postraumático (TEPT) a menudo causa flashbacks, recuerdos extremadamente vívidos del escenario del terror inicial. 
Sigue habiendo incertidumbre sobre el mecanismo preciso que subyace al trastorno de memoria que caracteriza el TEPT, pero parece ser un caso anormal de hipermnesia.
Estudios de neuroimagen y datos experimentales sugieren que los síntomas de trastorno de estrés postraumático se asocian a disfunciones de circuitos neuronales que vinculan la corteza prefrontal y el sistema límbico que tienen un papel en la memoria autobiográfica y que podrían ser los causantes de la hipermnesia.
La técnica de estimulación magnética transcraneal repetitiva (EMTr) de la corteza prefrontal dorsolateral (córtex prefrontal dorsolateral) ha sugerido que es beneficioso para los pacientes con este trastorno, aliviando transitoriamente las re-experimentaciones de los sucesos vividos, así como las reacciones de evitación y los síntomas de ansiedad asociados. En personas sanas, la evidencia convergente sugiere que la EMTr del córtex prefrontal dorsolateral derecho interfiere con la recuperación de la memoria episódica . Por lo tanto, se confirma la hipótesis de que las aplicaciones diarias de EMTr en pacientes con TEPT pueden reducir el acceso constante al conjunto de los eventos almacenados autobiográficos y por tanto ayudar a paliar esta anormal hipermnesia.

## Hipermnesia y memoria autobiográfica intergeneracional
Este estudio examinó las diferencias de edad en la memoria autobiográfica y su relación con hipermnesia en tareas de laboratorio en una situación del mundo real: el anuncio del veredicto en el juicio por asesinato de OJ Simpson. Los personas ancianas y los adultos jóvenes recordaron repetidamente el evento en una sola sesión. Las entrevistas fueron codificadas por la cantidad y por el tipo de información precisa y de errores. Se encontró que los grupos de edad no difieren en la capacidad de recordar lo esencial del evento o en el número de errores cometidos. Los adultos más jóvenes eran mejores en recordar cuándo había ocurrido el evento. Ambos grupos de edad mostraban hipermnesia. Por tanto, en términos de la importancia de la memoria autobiográfica a lo largo de la vida y en referencia al fenómeno de hipermnesia en la memoria del día a día no existen diferencias significativas entre ambos grupos de edad.

## Paradigmas de estudio
Los paradigmas principales de la hipermnesia son el recuerdo libre y el forzado. Aun así, en menor medida, también cabe mencionar que se han utilizado otros paradigmas como el recuerdo serial, el reconocimiento y el recuerdo guiado por claves.
El recuerdo forzado fue denominado así por Erdelyi y Becker en 1974. Consiste en presentar una lista de estímulos a los participantes que han de memorizar, solicitándoles que recuerden un número fijo de estímulos en cada ensayo. En el caso de que no pueda ser recordado el número de estímulos requeridos se les pide que traten de hacer conjeturas para llegar al número requerido; esto se hace para asegurarse de que los incrementos de recuerdo se deben a verdaderos aumentos en la memoria no a oscilaciones del criterio de respuesta. Este paradigma asegura que la hipermnesia es un fenómeno incrementativo de la memoria y no una mera oscilación en el criterio de respuesta.
Por su parte el recuerdo libre supone que se presente una lista de estímulos a memorizar y se les pide que recuerden los que les sea posible. Lo que otorga el nombre a este paradigma es que el orden de recuerdo no importa.

## Métodos
Metodológicamente, se mide el acceso a la memoria a largo plazo (MLP). Para ello, al concluir la fase de codificación, se presenta una tarea distractora cuya función es bloquear posibles efectos de recencia, es decir, para evitar un mayor recuerdo de los últimos ítems de la lista, aún presentes en la memoria a corto plazo (MCP). El efecto de recencia se da en la memoria a corto plazo pero, al eliminarlo, nos aseguramos de que los ítems que los participantes recuperan se encuentran exclusivamente en la MLP.

## Otros estudios
La primera forma de recuerdo empleada para estudiar hipermnesia en la era moderna fue la que Erdelyi y Becker (1974) denominaron recuerdo forzado. Consiste en presentar una lista de estímulos a memorizar, y solicitar a los participantes que recuerden un número fijo de estímulos en cada ensayo, esforzándose por recuperar a largo plazo los que se creen olvidados. Sin embargo, el paradigma más utilizado en estudios de hipermnesia es el recuerdo libre. En éste se presenta una lista de estímulos que deben memorizarse, y se pide a los participantes que recuerden tantos estímulos como les sea posible en el orden que deseen, de ahí el nombre del paradigma. En menor medida, se han utilizado otros paradigmas, como el recuerdo serial, el recuerdo guiado por claves y el de reconocimiento. 
Se han realizado diversos estudios para estudiar el fenómeno de hipermnesia. Uno de ellos fue llevado a cabo directamente por Mathew Erdelyi et al., con la colaboración de un estudiante de doctorado de psicología, Jeff Kleinbard, interesado en la investigación sobre este tema. Junto con la intervención de otros participantes, estudió cuarenta dibujos lineales de objetos, cuyos nombres posteriormente había de recordar. Si no podían recordar todos los ítems, su tarea consistía en conjeturar, de forma realista, los que faltaban. Tras la realización de esta tarea, Kleinbard reclamó su puntuación del test a Erdelyi, retándole este para que continuara intentando acordarse de los dibujos que le quedaron sin identificar. 
Como resultado de la incitación, se pudo observar que el recuerdo global de Kleinbard mejoró drásticamente a lo largo de los días, subiendo del 48% al 80% desde el primer al último día.
Erdelyi obtuvieron los mismos resultados con un grupo de seis participantes, de los cuales tres estudiaban imágenes, y tres estudiaban palabras. Observaron que los estudiantes de imágenes obtuvieron una hipermnesia mayor que los segundos, es decir, su recuerdo global mejoró mediante las pruebas de memoria, lo que sugiere que las imágenes facilitan la recuperación en detrimento a las palabras. 
Por otra parte, en relación con este fenómeno puede observarse una tendencia a introducir errores en la información recordada, que pueden acabar atribuyéndose a la experiencia real. Esto es especialmente importante en el caso de la declaración de testigos oculares de un delito y en estudios sobre memoria autobiográfica, entre otros, aunque el porcentaje de errores en este tipo de aplicación sea normalmente bajo. Linda Henkel realizó un estudio en el que mostró a sus participantes unas diapositivas que reflejaban o bien dibujo lineales con sus nombres presentados, o bien simplemente los nombres, sin imagen visual. En el primer caso, se les pedía a los participantes que pensaran, en cada diapositiva, la función que cumplía el objeto en cuestión; en el segundo caso, que visualizaran un ejemplo representativo del mismo. A continuación, se administraron tres pruebas de memoria, obteniéndose un gran número de errores de atribución de la fuente en el recuerdo de cada uno de los participantes.

## Historia
El descubrimiento de la hipermnesia se dio de forma inesperada, a modo de serendipia.
Fue el psicólogo inglés Ballard quien la descubrió en 1913. Se encontraba haciendo una investigación sobre la mala memoria de los niños pertenecientes a escuelas marginales del sureste de Londres comisionado por las autoridades educativas londinenses. Para su estudio eligió como variable independiente poemas y como variable dependiente los renglones que los niños recordaban correcta y completamente. Registró el recuerdo en dos pruebas, una primaria y una secundaria, siendo el promedio mayor en la secundaria así como el número de niños que se sabía el poema completo. 
Tras este primer descubrimiento, realizó investigaciones extensivas a más de 5000 estudiantes, probando sistemáticamente en diferentes experimentos distintos tipos de información. Usó poemas, sílabas sin sentido como las de Ebbinghaus y palabras en latín. Los resultados apuntaban a que Ballard estaba iniciando las bases del estudio sistemático del fenómeno de la hipermnesia. 
Seguidamente en 1923 Brown habló de la importancia de medir la memoria en más de un ensayo. Argumentaba que el uso de ensayos múltiples permite trazar la evolución y el desarrollo de la huella mnésica de formas imposibles con un solo examen de la memoria.

### Resurgimiento e investigación actual
Tras los experimentos iniciales de Ballard la replicación de estos resultados resultó un fracaso. Este hecho encuentra explicación, entre otros factores, en el surgimiento del conductismo. Tuvieron que pasar décadas para que la investigación resurgiera en temas más relevantes para las ciencias como la psicología.
Tiene lugar la "revolución cognoscitiva", entre cuyos logros cabe mencionar la redefinición de los objetivos de la psicología. Estos psicólogos no consideran el control y la predicción como los logros más avanzados de la ciencia, sino que los consideraban meras etapas de la investigación. Se reorientó la psicología hacia el estudio de procesos más relevantes aun en la experiencia humana como son el lenguaje, la capacidad representativa abstracta o la simbólica y la productiva, la memoria, el pensamiento, los conocimientos, las estrategias y procesos de representación y utilización de la información, las emociones, etc. Estos procesos que habían sido proscritos anteriormente fueron instaurados de nuevo.
En concreto el resurgimiento en el estudio de la hipermnesia se debe a los trabajos de Erdelyi, de la Universidad de Nueva York. A este húngaro de nacimiento le debemos la introducción del paradigma del recuerdo reforzado, publicó el primer trabajo sobre hipermnesia de reconocimiento y utilizó diversos estímulos experimentales para sus investigaciones. Erdelyi utiliza el modelo de recuerdo de generación-reconocimiento, postulando que el recuerdo emerge resultante de la operación implícita de dos etapas que se dan de forma sucesiva. Primero se daría la generación, en la cual buscaríamos en la memoria una serie de candidatos a ser recordados, tras lo cual intentamos su reconocimiento en un proceso de decisión; en el caso de que durante el juicio de decisión algún candidato rebase el valor para alguno de los candidatos, dicho candidato será recordado explícitamente, pero si ningún candidato supera tal nivel no se dará el recuerdo explícito. Explica de este modo que en sus experimentos el recuerdo de imágenes sí que es hipermnésico, mientras que no lo es el de palabras. Situaría la diferencia crítica entre ambos tipos de estímulos en el proceso de reconocimiento, ya que determinadas investigaciones previas demostrarían que el reconocimiento de los estímulos pictóricos supera al de las palabras; es la hipótesis imaginística de la hipermnesia.
Roediger de la Universidad de Washington, contradiciendo la hipótesis de Erdelyi propuso que no era necesario comparar imágenes con palabras para obtener hipermnesia sino que esta surge siempre que una clase de estímulos tenga un nivel final superior en recuerdo acumulativo que otra clase de estímulos. De este modo se explicaría la superioridad de la hipermnesia en el recuerdo de imágenes frente al de palabras debido a que las funciones del recuerdo acumulativo de las imágenes tiene una asintonía superior que el de las palabras, por tanto no habría solo un mejor recuerdo neto sino hipermnesia. Esta hipótesis fue denominada hipótesis de niveles acumulativos de recuerdo.
La hipótesis de vías alternativas de recuperación sugiere dos razones para el fenómeno de hipermnesia. Esta posible causa de la hipermnesia fue enunciada inicialmente por Solís-Macías. Esta teoría habla acerca de, como su nombre indica, las diferentes huellas mnésicas o vías de recuperación. En primer lugar habla de que las palabras se caracterizan por ser polisémicas, lo que hace que según la orientación personal de una persona se activara la representación de un significado concreto. En segundo lugar tiene en cuenta la cantidad y calidad de las vías que se activan entre la recuperación y la codificación, se explicaría así un mejor recuerdo para las imágenes por la cantidad de vías disponibles para la recuperación de las imágenes. Las palabras requieren por tanto una primera codificación visual y un recuerdo verbal, mientras que en las imágenes la representación es mucho más homogénea; del mismo modo el recuerdo de imágenes puede darse verbal y visualmente, mientras que el de palabras solo verbalmente. La hipótesis además predice hipermnesia y mejor recuerdo en los casos con completamiento contextual, es decir, cuando cada estímulo sea posible considerarlo como un todo significativo. También habrá hipermnesia cuando se puedan recuperar un grupo de estímulos que compartan una característica, cuando pertenezcan a categorías conceptuales bien definidas o cuando hayan sido más repetidos; de esta forma la hipótesis postula la suma de estas propiedades como causa probable de la hipermnesia. En diversos experimentos esto se ha comprobando facilitando a los sujetos información verbal o gráfica, pero existen sin duda otras vías de recuperación tales como la semántica, acústica, etcétera, además de las vías alternativas que puedan establecerse en una misma modalidad. De esta manera, la representación mental de los estímulos que se puedan presentar al sujeto gozaría de propiedades tanto perceptuales como episódicas y semánticas. La activación de unas u otras propiedades en el momento de la recuperación permitiría la aparición de la reminiscencia y, la activación de varias vías en un mismo ensayo de recuperación, el de la hipermnesia. Para comprobar la solidez de esta hipótesis, el propio Solís-Macías manipuló el acceso mediante vías alternativas a los participantes de su experimento variando la asociación E-R entre distintos grupos . Al no aparecer hipermnesia en aquel grupo cuyo acceso mediante vías alternativas había sido limitado, se comprobó que la hipermnesia no es viable a falta de vías alternativas de recuperación.

## Aplicaciones

### En educación
Roedrger y Karpicke (1006b y 2006b) han demostrado experimentalmente que múltiples pruebas tienen un efecto benéfico sobre la retención de información en la memoria a largo plazo. Sin embargo, de acuerdo con Otani, Von Glahn, Goernert, Migia y Widner (2008) dichos experimentos lo que demuestran es que múltiples evaluaciones deben verse como parte de un periodo de aprendizaje.

### En clínica
En clínica se utiliza la definición de hipermnesia asociándola a trastornos como el estrés postraumático o la esquizofrenia entre otras.
Una de las primeras áreas en que se utilizó fue en las entrevistas, ya que se trató de entrevistar a los pacientes bajo procesos de hipnosis. A pesar de que se ha encontrado hipermnesia bajo estas condiciones, Erdelyi (1994) ve que este fenómeno se da igualmente si la persona se halla bajo condiciones de hipnosis o no. 
Se han realizado también varios experimentos en cuanto a las diferentes capacidades mnésicas en jóvenes y adultos, como Widner, Otani, y Smith (2000). En este experimento se establecieron dos condiciones, una de palabras monosilábicas y otra de dibujos lineales, hallándose que solo los jóvenes mostraban hipermnesia en ambos.

## Hipermnesia como patología clínica
El trastorno denominado hipermnesia o hipertimesia, que comparte nombre con el fenómeno de la hipermnesia, se caracteriza por un aumento exagerado del recuerdo. De ahí el nombre de ambos.
 Se daría en estados de excitación psíquica como euforias y manías, en los oligofrénicos, en sujetos de extraordinaria inteligencia, estados febriles y algunas otras situaciones de gran actividad encefálica.

## Clasificación etiológica
Etiológicamente, habría cuatro tipos de hipermnesia:
- Idiots savants serían niños con autismo u otras deficiencias mentales con una extraordinaria habilidad para memorizar listas, pero carentes de otras habilidades.

- Hipermnesia ideativa en la que se incluyen fenómenos obsesivos hasta ideas obsesivas.

- Hipermnesia afectiva se da ante experiencias de gran intensidad y frecuencia desafortunadas en la depresión o en la manía.

- Ecmnesia puede tener un origen epiléptico o un carácter delirante, relacionado con vivencias del pasado con gran implicación emocional y de gran viveza.